# アンクラム
アンクラム(Anklam)は、ドイツメクレンブルク＝フォアポンメルン州のフォアポンメルンにある町である。かつては、タングリム(Tanglim)やヴェンデンブルク(Wendenburg)と呼ばれた。ペーネ川の川岸、シュチェチン湖の西部に当たるKleines Haffにある河口からちょうど8kmにある。人口は14,603人（2005年）であり、かつてのオストフォアポンメルン郡の郡都であった。2011年9月以降、メクレンブルク＝フォアポンメルン州の一部となった。

## 歴史

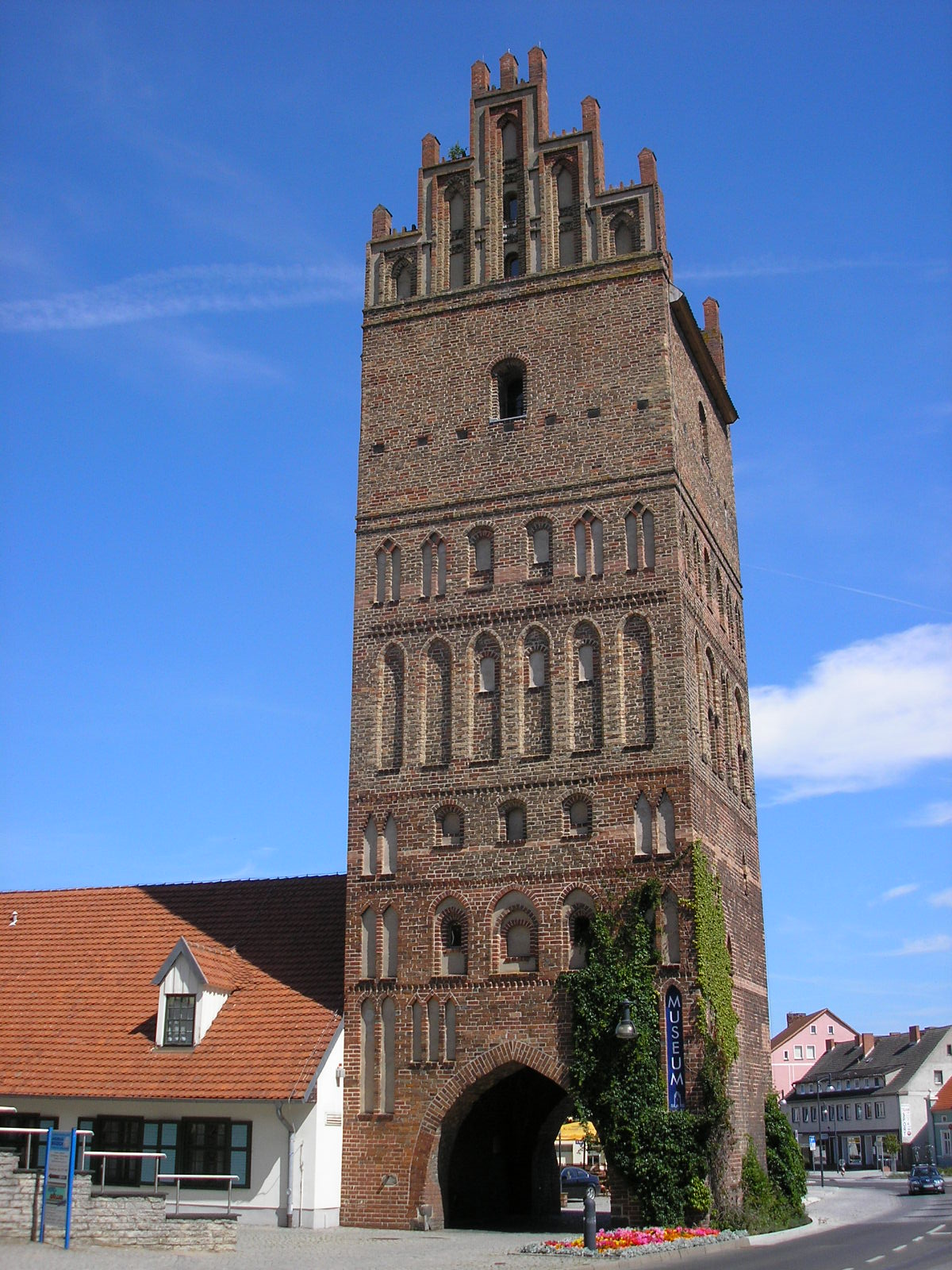
ブリック・ゴシック様式の石門

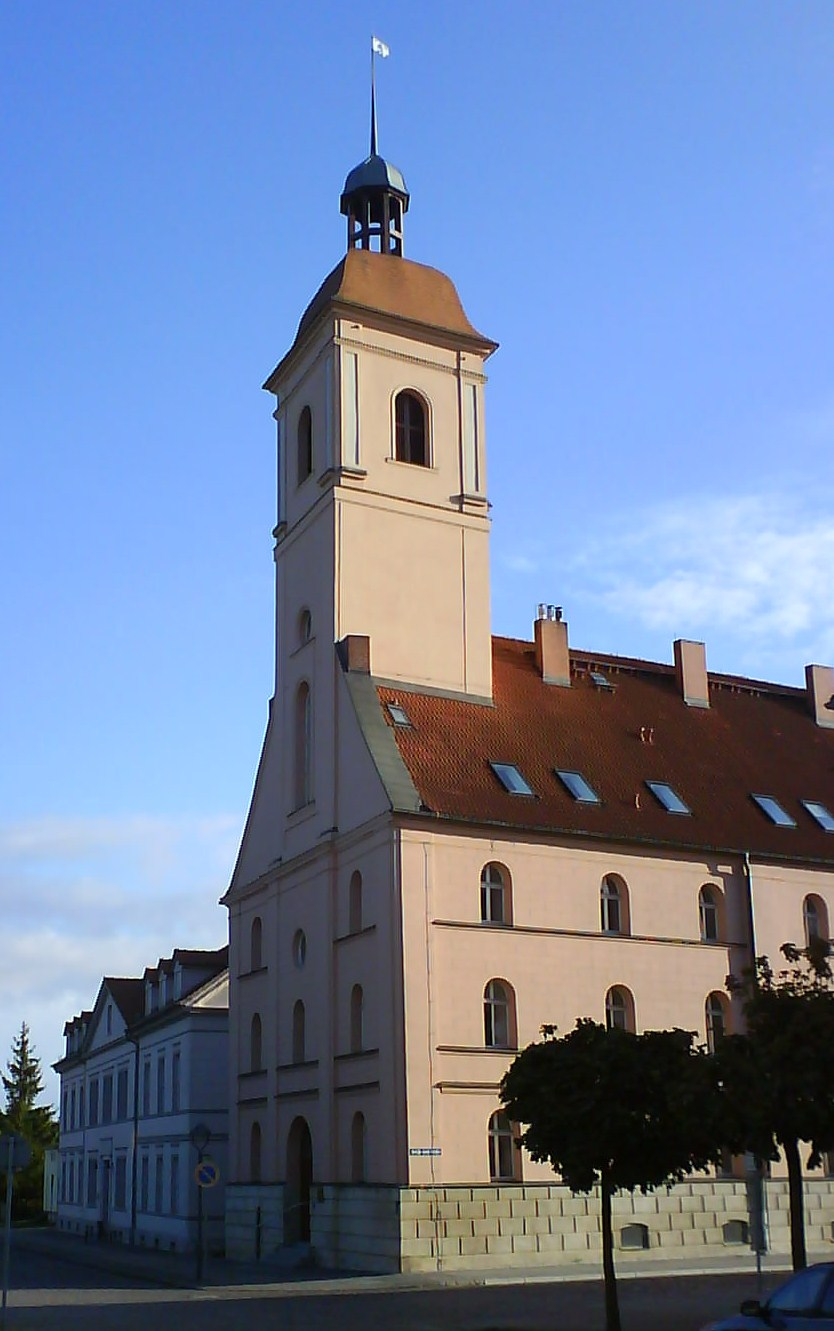
プロイセンの伝統を示すギャリソン教会

中世前期には、現在アルテス・ラーガーとして知られる町の近くにスカンディナヴィア人とヴェンド人の重要な居住地があった。アンクラム自体は、ヴェンド人の要塞が起源である。
中世の間は、ポメラニア公国の一部であった。東方植民の時代には、放棄された要塞は、新しい入植者によってタングリムと呼ばれる居住地になり、この地はペーネ川の水路の開始点として重要になった。1244年に町に昇格し、同年または1483年にハンザ同盟に加盟した。町はまだ小規模で影響力はなかったが、同盟の会員として富と繁栄を達成した。

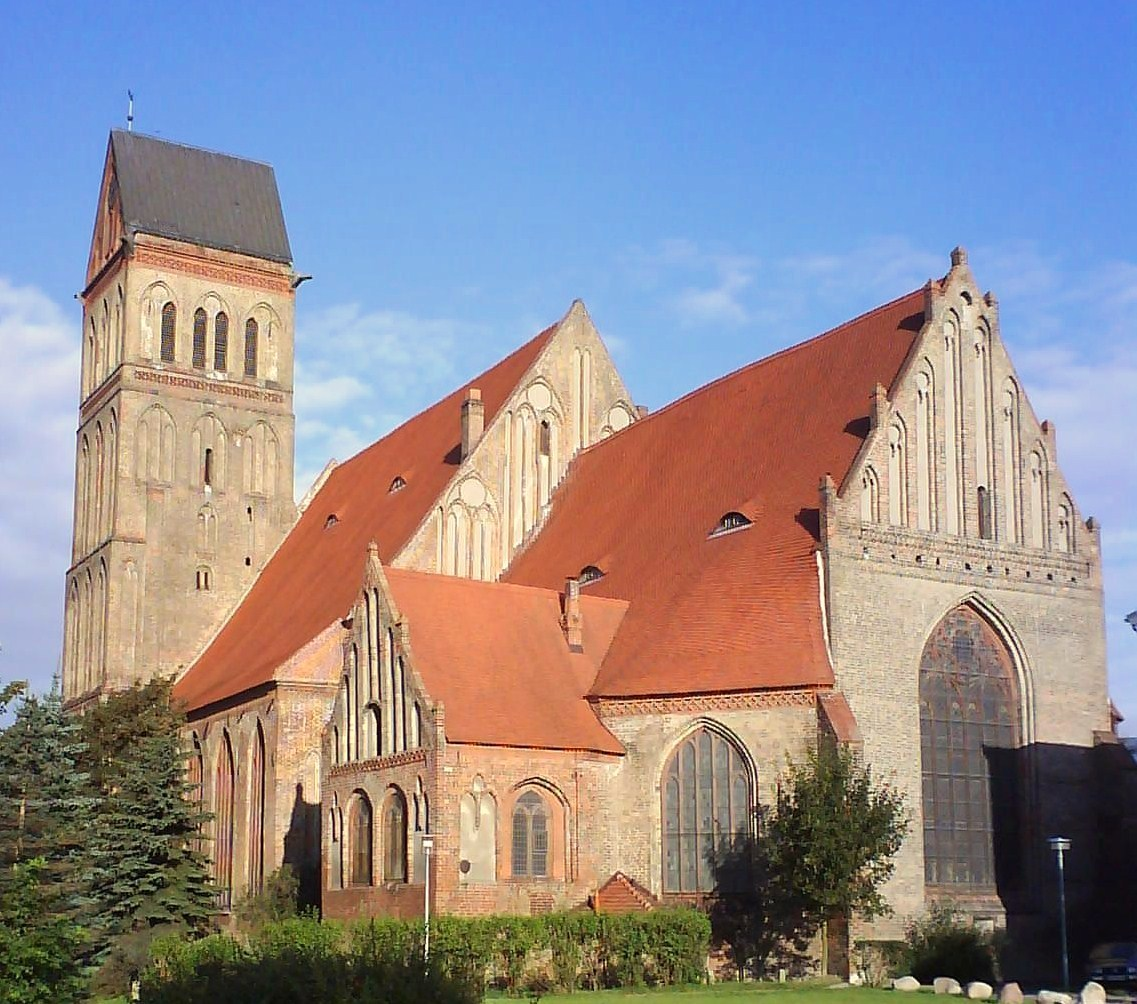
聖母マリア教会

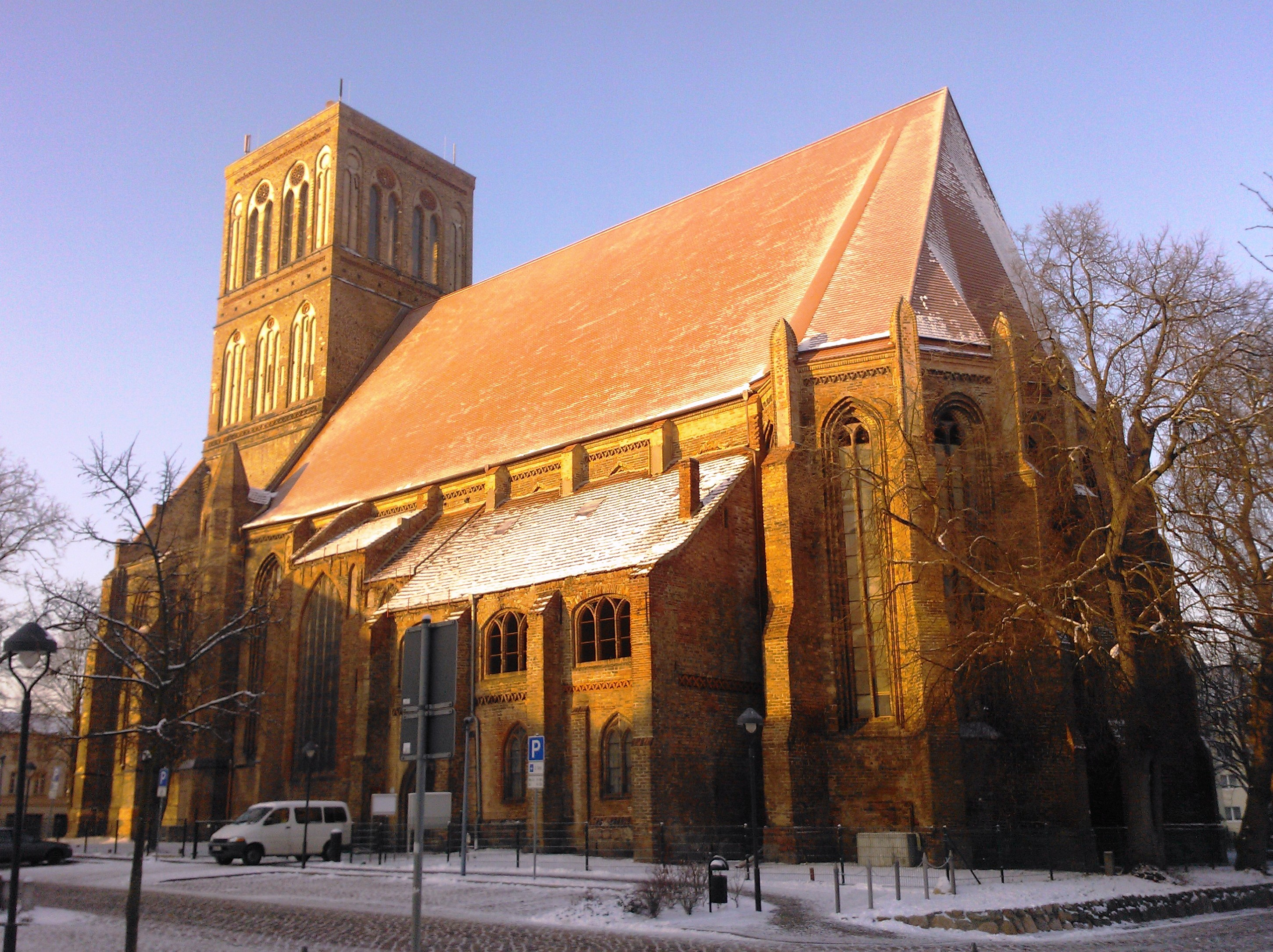
2012年に再建された聖ニコラス教会

軍事的に重要な町として、三十年戦争の際には、バルト帝国軍と神聖ローマ帝国軍が20年に渡って戦った。戦中及び戦後には、繰り返す火災や疫病に苦しんだ。1627年から1630年には神聖ローマ帝国軍、その後はバルト帝国軍に占拠された。戦後の1648年には、スウェーデン領ポメラニアに編入された。1676年には、ブランデンブルク辺境伯領のフリードリヒ・ヴィルヘルムに占拠された。
1713年には、アンクラムはロシア帝国軍の兵士に略奪された。ピョートル1世が命じた通りに焼き払われなかったのは、主にクリスティアン・トムセン・カールの抵抗運動のおかげであり、その功績は後に通りの名前に残された。1720年のストックホルム条約で、町の南部がプロイセン王国に割譲された。一方で、ペーネ川沿いの北部の小さな領域はスウェーデンに残った。1750年代から60年代の七年戦争で再び被害を受け、要塞としての機能は、1762年には事実上失われた。スウェーデンは1815年に残った部分を明け渡し、フォアポンメルンの全てがプロイセン王国のポンメルン州となった。
19世紀になるとベルリン-シュチェチン線でベルリンやシュチェチンと結ばれ、亜麻、羊毛、皮革、ビール、石鹸等の工業が発展した。1871年の人口は10,739人だったが、世紀の終わりには人口は14,602人に増加した。第一次世界大戦までに士官学校、鋳鉄工場、砂糖工場ができていた。1939年には、ドイツ国防軍が士官学校を占領し、軍事刑務所を建設した。
アンクラムは、1943年と1944年にアメリカ空軍の数度に渡る急襲を受け、ほぼ完全に破壊された。さらに、第二次世界大戦最終日のソビエト軍の侵攻により、町の大部分が焼き払われ、破壊された。ポツダム宣言の下でプロイセン王国及びポンメルン州が解体され、ポメラニアの大部分がポーランドに編入されると、アンクラムはドイツ民主共和国のメクレンブルク＝フォアポンメルン州の一部となった。これもすぐに解体し、アンクラムはノイブランデンブルクに組み込まれ、統一的な社会主義様式で再建された。
1990年のドイツ再統一後は、同時に再設置されたメクレンブルク＝フォアポンメルン州の一部となった。

## 人口動態
| 年   | 1350  | 1600  | 1740  | 1765  | 1770  | 1790  | 1800  | 1875   | 1910   | 1939   | 1950   | 1981   | 1988   | 2003   | 2010   |
| 人口 | 3,000 | 6,000 | 2,961 | 3,036 | 3,278 | 3,224 | 4,470 | 11,781 | 15,279 | 19,682 | 20,160 | 20,496 | 19,685 | 15,826 | 13,433 |

## 観光

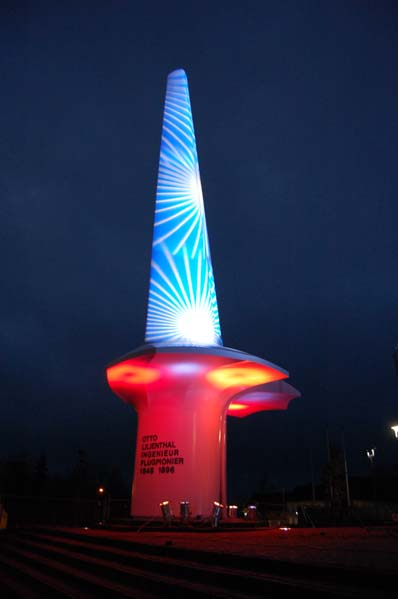
オットー・リリエンタール博物館前の記念碑

アンクラムは繁栄した中世都市であるが、三十年戦争、七年戦争、第二次世界大戦による破壊や度重なる火災を経験している。それにも関わらず、アンクラムにはいくつかの重要な建物が残っている。15世紀に再建された12世紀の聖母マリア教会には、19世紀に近代的な尖塔が付け加えられ、1947年に修復された。
また、オットー・リリエンタールを記念したオットー・リリエンタール博物館がある。

## 交通
アンクラムは、アウトバーン 20海岸線に接続されている。
ドイツ鉄道のアンクラム駅から、アンガーミュンデ、ベルリン、ドレスデン、エーベルスヴァルデ、フランクフルト、ミュンヘン、プラハ、シュトラールズントに繋がっている。

## 人物

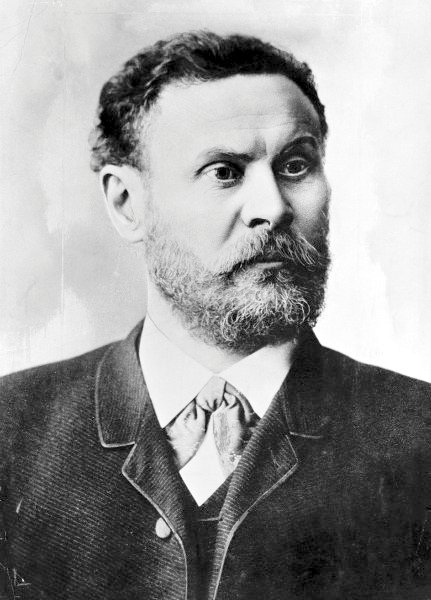
オットー・リリエンタール

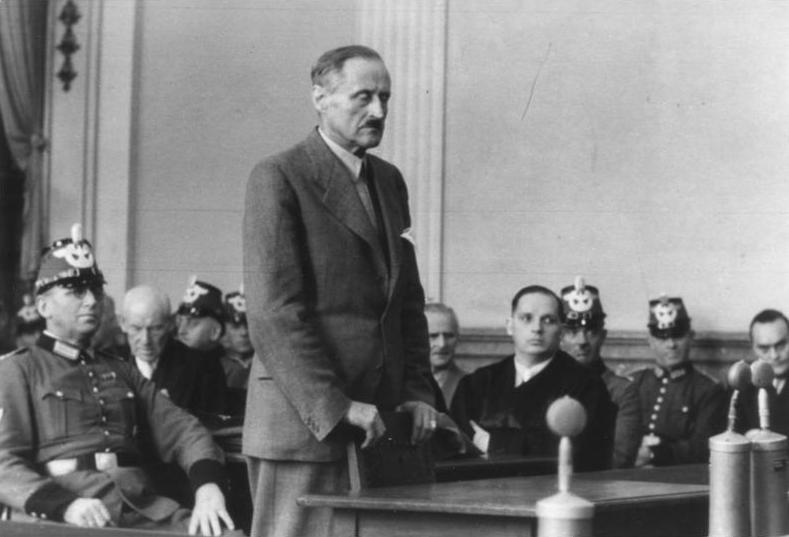
1944年、人民法廷に臨むウルリヒ・フォン・ハッセル

### 18世紀以前
- w:Johann Franz Buddeus (1667-1729) - 哲学者、神学者、マルティン・ルター大学ハレ・ヴィッテンベルク及びフリードリヒ・シラー大学イェーナ教授
- w:Paschen von Cossel (1714-1805) - 弁護士、司教代理、聖マリア大聖堂修道士
- w:Friedrich Albrecht Karl Herrmann, Reichsgraf von Wylich und Lottum (1720-1797) - プロイセンの将校
- w:Carl August Wilhelm Berends (1759-1826) - 医師

### 19世紀
- w:CLudwig von Henk (1820-1894) - ドイツ帝国海軍中将、帝国議会議員
- オットー・リリエンタール (1848-1896) - 航空パイオニア
- w:Gustav Lilienthal (1849-1933) - 建築家、社会改革家
- w:Johanna Gadski (1872-1932) - オペラ歌手
- w:Julius Urgiss (1873-1948) - 脚本家、シネマトグラフ評論家
- w:Heinrich Sahm (1877-1939) - 弁護士、自由都市ダンツィヒ市長
- ウルリヒ・フォン・ハッセル (1881-1944) - 外交官、反ナチ運動家
- w:Kurt von Briesen (1886-1941) - ドイツ国防軍大将
- w:Alice Hechy (1893-1973) - 女優

### 20世紀
- ギュンター・シャボフスキー (1929-2015) - 政治家（ドイツ社会主義統一党）
- w:Peter Hein (rower) (1943-) - ボート選手（1968年メキシコシティーオリンピック出場）
- w:Dixon (DJ) (1975-) - DJ、プロデューサー
- w:Matthias Schweighofer (1981-) - 俳優、声優
- w:Sandro Stallbaum (1981-) - サッカー選手

## 姉妹都市
- ブーレーヴ
- ハイデ
- リンバジ
- ウストカ

## 関連文献
- Gottfried Heinrich Gengler: Regesten und Urkunden zur Verfassungs- und Rechtsgeschichte der deutschen Stadte im Mittelalter, Erlangen 1863, p. 47, see also pp. 962-966.
- Gustav Kratz: Die Stadte der Provinz Pommern: Abris ihrer Geschichte, zumeist nach Urkunden.  Sandig Reprint Verlag, Vaduz 1996 (unchanged reprint of the edition of 1865), ISBN 3-253-02734-1, pp. 1-17.